# Žofie Kristýna Wolfsteinská
Žofie Kristýna Wolfsteinská (24. října 1667, Sulzbürg u Mühlhausenu – 23. srpna 1737, Fredensborg) byla wolfsteinskou hraběnkou a sňatkem markraběnkou braniborsko-bayreuthsko-kulmbašskou.

## Život
Žofie Kristýna se narodila jako dcera hraběte Albrechta Fridricha z Wolfsteinu (1644–1693) a jeho manželky Žofie Luisy (1645–1717), dcery hraběte Jiřího Wolfganga z Castell-Remlingenu. Strýc Žofie Kristýny z matčiny strany se oženil s tetou hraběte Mikuláše Ludvíka Zinzendorfa a Žofie byla následně vychovávána přísně náboženským pietistickým způsobem.
14. srpna 1687 se devatenáctiletá Žofie Kristýna na zámku Obersulzbürg provdala za markraběte Kristiána Jindřicha Braniborsko-Bayreuthsko-Kulmbašského (1661–1708). Markraběcí dvůr v Bayreuthu cítil, že jeho manželka "není hodna" (tzn. že nebyla dostatečně vznešená, aby se provdala za člena vládnoucího rodu), protože její rodina obdržela status panujícího říšského hraběte teprve v roce 1673.
Po narození prvního dítěte se rodina přestěhovala na zámek Schönberg, kde Žofie Kristýna, popisována jako "obdivuhodná", vychovávala své děti. Sestavila modlitební knihu, tzv. Schönberger Gesangbuch, obsahující modlitby používané při denním "modlitebním setkání". V roce 1703 uzavřel markrabě Kristián Jindřich s králem Fridrichem I. Pruským smlouvu z Schönbergu, v níž podstoupil Braniborsko-Ansbašsko Prusku výměnou za Weferlingen u Magdeburgu. Rodina se poté odstěhovala na zámek Weferlingen.
Po manželově smrti v roce 1708 ji její zeť Kristián VI. pozval do Dánska, které se stalo jejím útočištěm.
Žofie Kristýna zemřela v srpnu roku 1737 a byla pohřbena v katedrále v Roskilde.

## Potomci
Z dvacet let trvajícího manželství se narodilo čtrnáct dětí:
- Jiří Fridrich Karel Braniborsko-Bayreuthský (30. června 1688 – 17. května 1735), markrabě braniborsko-bayreuthský, ⚭ 1709 Dorotea Šlesvicko-Holštýnsko-Sonderbursko-Becká (24. listopadu 1685 – 25. prosince 1761)
- Albrecht Wolfgang Braniborsko-Bayreuthský (8. prosince 1689 – 29. června 1734), generál, svobodný a bezdětný
- Dorotea Šarlota Braniborsko-Bayreuthská (15. března 1691 – 18. března 1712)
- Fridrich Emanuel Braniborsko-Bayreuthský (13. února 1692 – 13. ledna 1693)
- Kristýna Henrieta Braniborsko-Bayreuthská (29. srpna 1693 – 19. května 1695)
- Fridrich Vilém Braniborsko-Bayreuthský (12. ledna 1695 – 13. května 1695)
- Kristýna Braniborsko-Bayreuthská (31. října 1698)
- Kristián August Braniborsko-Bayreuthský (14. července 1699 – 29. července 1700)
- Žofie Magdalena Braniborská (28. listopadu 1700 – 27. května 1770), ⚭ 1721 Kristián VI. (30. listopadu 1699 – 6. srpna 1746), král dánský a norský od roku 1730 až do své smrti
- Kristýna Vilemína Braniborsko-Bayreuthská (17. června 1702 – 19. března 1704)
- Fridrich Arnošt Braniborsko-Kulmbašský (15. prosince 1703 – 23. června 1762), ⚭ 1731 Kristýna Žofie Brunšvicko-Bevernská (22. ledna 1717 – 26. března 1779)
- Marie Eleonora Braniborsko-Bayreuthská (28. prosince 1704 – 4. června 1705)
- Žofie Karolína Braniborsko-Kulmbašská (31. března 1705 – 7. června 1764)
- Fridrich Kristián Braniborsko-Bayreuthský (17. července 1708 – 20. ledna 1769)